# Mirow
Mirow è un comune del Meclemburgo-Pomerania Anteriore, in Germania.
Appartiene al circondario della Seenplatte del Meclemburgo ed è capoluogo dell'Amt Mecklenburgische Kleinseenplatte.